# Дударь, Афанасий Наумович
Афанасий Наумович Дударь (1924, Иткуль, Новосибирская область — 2 октября 1976) — советский военнослужащий, участник Великой Отечественной войны, полный кавалер ордена Славы, командир взвода 61-й гвардейской отдельной разведывательной роты, гвардии. Сержант — на момент представления к награждению орденом Славы 1-й степени.

## Биография
Родился в 1924 году в селе Иткуль (ныне Чулымского района Новосибирской области). Окончил начальную школу. В 1938 году с семьей переехал в город Пермь. Работать начал с 15 лет в службе пути станции Пермь-2 маляром.
В сентябре 1942 года добровольно ушел в Красную Армию. В боях Великой Отечественной войны участвовал с июня 1943 года. Член ВКП/КПСС с 1944 года. Участвовал в боях за освобождение Украины, Польши. Вначале был командиром отделения в роте связи полка, а затем — в дивизионной разведке.
13 апреля 1944 года в боевых порядках стрелковой роты гвардии сержант Дударь форсировал реку Днестр у города Бендеры. Обеспечивал непрерывную связь штаба батальона с пехотой. Под обстрелом противника устранил 2 повреждения на линии связи. При отражении контратаки поразил из автомата свыше 10 вражеских солдат.
Приказом от 24 апреля 1944 года гвардии сержант Дударь Афанасий Наумович награждён орденом Славы 3-й степени.
В ночь на 22 октября 1944 года близ населенного пункта Олесница, 50 км севернее города Тарнув помощник командира взвода гвардии сержант Дударь, проделал проходы в минных и в проволочных заграждениях противника и провел разведывательную группу во вражеский тыл. Первым вступил в рукопашный бой, противотанковыми гранатами подорвал блиндаж с гитлеровцами.
Приказом 30 ноября 1944 года гвардии сержант Дударь Афанасий Наумович награждён орденом Славы 2-й степени.
23 января 1945 года взвод разведчиков под командованием гвардии сержанта Дударя преодолел реку Одер в районе города Оппельн, захватил населенный пункт Фишбах. Разведчики удерживали его в течение пяти суток до подхода основных сил. Было уничтожено и взято в плен большое количество вражеских солдат и офицеров.
Указом Президиума Верховного Совета СССР от 10 апреля 1945 года за исключительное мужество, отвагу и бесстрашие, проявленные в боях с вражескими захватчиками, гвардии сержант Дударь Афанасий Наумович награждён орденом Славы 1-й степени. Стал полным кавалером ордена Славы.
После демобилизации в 1945 году А. Н. Дударь вернулся на родину. Трудился разнорабочим. Затем снова переехал в Пермь. Скончался 2 октября 1976 года. Похоронен на Южном кладбище города Перми.
Награждён орденами Славы 3-х степеней, медалями.